# Чабанчук Денис Миколайович
Дени́с Микола́йович Чабанчу́к (2 вересня 1992 — 18 лютого 2015) — український плавець та військовик, старший лейтенант 15-го окремого гірсько-піхотного батальйону Збройних сил України, учасник російсько-української війни.

## Життєпис
Народився 2 вересня 1992 року в місті Луцьк Волинської області.
Протягом 1999—2009 років навчався у НВК № 26 м. Луцька.
З 2009 року в Збройних Силах України. У 2013 році закінчив Академію сухопутних військ імені гетьмана Петра Сагайдачного (місто Львів) за спеціальністю «Управління діями підрозділів механізованих військ».
З 2013 року служив у 15-му окремому гірсько-піхотному батальйоні 128-ї окремої гірсько-піхотної бригади Сухопутних військ Збройних Сил України (військова частина А1778, місто Ужгород Закарпатської області).
У 2013 році вступив до Інституту післядипломної освіти та доуніверситетської підготовки Львівського національного університету імені Івана Франка, де навчався за спеціальністю «Менеджмент організацій і адміністрування».
Переможець та призер міжнародних турнірів з плавання серед юнаків та юніорів на дистанціях 100 метрів, 200 метрів, 400 метрів (комплексне плавання).
З літа 2014 року брав участь в антитерористичній операції на сході України.
18 лютого 2015 року старший лейтенант Чабанчук загинув під час передислокації військ з Дебальцевого: машина, в якій він перебував, наїхала на міну поблизу села Калинівка Артемівського (нині — Бахмутського) району Донецької області.
15 березня 2015 року похований на Алеї почесних поховань міського кладовища в селі Гаразджа Луцького району Волинської області.

## Нагороди та вшанування
- За особисту мужність і героїзм, виявлені у захисті державного суверенітету та територіальної цілісності України, вірність військовій присязі під час російсько-української війни, відзначений — нагороджений орденом Богдана Хмельницького III ступеня[1]
- 23 листопада 2015 року на фасаді будівлі Луцької загальноосвітньої школи № 26 відкрито меморіальну дошку[2]
- 20 грудня 2015 року на будинку (вулиця Конякіна, 29-а), в якому мешкав Денис, відкрито меморіальну дошку[3]
- Почесний громадянин міста Луцька[4]

## Дивіться також
- Список українських спортсменів, тренерів і функціонерів, що загинули під час Революції гідності чи внаслідок російської агресії в Україні